# Melhores do Ano de 2024
A 28ª cerimônia de entrega dos Melhores do Ano foi uma transmissão televisiva para premiar os melhores atores, cantores e jornalistas de 2024, em 13 categorias. A premiação foi exibida em 15 de dezembro de 2024 pela TV Globo e também com flashes no SBT, nos Estúdios Globo do Rio de Janeiro, e contou com a apresentação de Luciano Huck.

## Resumo
| Programa                      | Indicações | Vitórias |
| ----------------------------- | ---------- | -------- |
| Renascer                      | 7          | 2        |
| Mania de Você                 | 5          | 1        |
| Justiça 2                     | 3          | 2        |
| No Rancho Fundo               | 3          | 2        |
| Os Outros                     | 3          | 0        |
| Fim                           | 2          | 1        |
| Volta por Cima                | 2          | 0        |
| Avisa Lá Que Eu Vou           | 1          | 1        |
| Família É Tudo                | 1          | 1        |
| Jornal Hoje                   | 1          | 1        |
| Betinho - No Fio da Navalha   | 1          | 0        |
| Fantástico                    | 1          | 0        |
| Jornal Nacional               | 1          | 0        |
| Lady Night                    | 1          | 0        |
| Que História É Essa, Porchat? | 1          | 0        |

## Produção
A cerimônia voltou a ser realizada ao vivo a pedido do titular do evento e do público, afim de evitar vazamentos dos vencedores, uma vez que desde 2019, a premiação era gravada e exibida em uma data marcada.
Esta edição também contou com convidadas especiais vindo de outras emissoras para prestigiar o evento, como Patrícia Abravanel e Daniela Beyruti do SBT, Ticiane Pinheiro da Record e Sonia Abrão da RedeTV!.
Pela primeira vez, a cerimônia do Melhores do Ano foi exibida por outra emissora além da TV Globo. O SBT também transmitiu ao vivo a premiação, com o momento ocorrendo durante uma homenagem ao apresentador Silvio Santos, fundador do canal paulista, falecido em agosto de 2024.

## Vencedores e indicados
Os vencedores estão em negrito.
| Novela do Ano | Série do Ano |
| --- | --- |
| - Renascer – (Bruno Luperi e Gustavo Fernandez) - Mania de Você – (João Emanuel Carneiro e Carlos Araújo) - No Rancho Fundo – (Mário Teixeira e Allan Fiterman) | - Justiça 2 – (Manuela Dias e Gustavo Fernandez) - Fim – (Fernanda Torres e Andrucha Waddington) - Os Outros – (Lucas Paraizo e Luisa Lima) |
| Ator de Novela | Atriz de Novela |
| - Chay Suede – (Mavi em Mania de Você) - Juan Paiva – (João Pedro em Renascer) - Marcos Palmeira – (José Inocêncio em Renascer)                                 | - Andréa Beltrão (Zefa em No Rancho Fundo) - Adriana Esteves – (Mércia em Mania de Você) - Agatha Moreira – (Luma em Mania de Você)         |
| Ator de Série | Atriz de Série |
| - Juan Paiva – (Baltazar em Justiça 2) - Eduardo Sterblitch – (Sérgio em Os Outros) - Júlio Andrade – (Betinho em Betinho - No Fio da Navalha)                  | - Marjorie Estiano – (Ruth em Fim) - Belize Pombal – (Geiza em Justiça 2) - Letícia Colin – (Raquel em Os Outros)                           |
| Ator Coadjuvante | Atriz Coadjuvante |
| - Vladimir Brichta – (Egídio em Renascer) - Aílton Graça – (Edson em Volta por Cima) - Matheus Nachtergaele – (Noberto em Renascer)                             | - Daphne Bozaski – (Lupita em Família É Tudo) - Drica Moraes – (Joyce em Volta por Cima) - Edvana Carvalho – (Inácia em Renascer)           |
| Revelação do Ano | Humor: Troféu Paulo Gustavo |
| - Larissa Bocchino – (Quinota em No Rancho Fundo) - Alice Carvalho – (Joana em Renascer) - Gabz – (Viola em Mania de Você)                                      | - Paulo Vieira – (Avisa Lá Que Eu Vou) - Fábio Porchat – (Que História É Essa, Porchat?) - Tatá Werneck – (Lady Night)                      |
| Jornalismo | Profissional do Esporte |
| - César Tralli – (Jornal Hoje) - Maria Júlia Coutinho – (Fantástico) - William Bonner – (Jornal Nacional)                                                       | - Karine Alves - Everaldo Marques - Luís Roberto                                                                                            |
| Música do Ano | |
| - "Dois Tristes" – Simone Mendes - "Macetando" – Ivete Sangalo e Ludmilla - "Nosso Primeiro Beijo" – Gloria Groove                                              | |

### Prêmios honorários
| Troféu Inspiração |
| --- |
| - Neide Santos – Instituto Vida Corrida - Padre Marialdo de Assis – Enchentes no Rio Grande do Sul - Coronel Angelo Rabelo – Instituto Homem Pantaneiro |

| Melhor dos Melhores                               |
| ------------------------------------------------- |
| - Silvio Santos (recebido por Patrícia Abravanel) |

## Estatísticas
Pela primeira vez na história da premiação, um ator foi indicado em duas categorias por seu desempenho em diferentes produções na área de atuação. Juan Paiva foi indicado em Melhor Ator de Novela por Renascer e em Melhor Ator de Série por Justiça 2, vencendo nesta última.

## Apresentações
| Intérprete                                | Canção                                                          |
| ----------------------------------------- | --------------------------------------------------------------- |
| Ivete Sangalo Gloria Groove Simone Mendes | "Aquarela do Brasil"                                            |
| Simone Mendes                             | "Dois Tristes"                                                  |
| Simone Mendes                             | "Erro Gostoso"                                                  |
| Gloria Groove                             | "Nosso Primeiro Beijo"                                          |
| Ivete Sangalo                             | "Macetando"                                                     |
| Fábio Jr.                                 | "Enrosca" "Alma Gêmea" "Só Você" "20 e Poucos" "Caça e Caçador" |

## In Memoriam
O In Memoriam homenageia os artistas que faleceram no ano de 2024. Segue a lista em ordem de aparição:
- Silvio Santos, apresentador[11]
- Ary Toledo, humorista
- Arthur Moreira Lima, pianista
- Caçulinha, músico
- Ilva Niño, atriz
- Tetê Medina, atriz
- Emiliano Queiroz, ator
- Chrystian, cantor
- Maria da Conceição Tavares, economista
- Rosa Magalhães, carnavalesca
- Antônio Augusto Amaral de Carvalho, jornalista
- Fabio Arruda, consultor de moda
- Wandeko Pipoca, ator
- Sebastião Belmino, apresentador
- Nahim, cantor
- Luiz Chagas, guitarrista
- João Carreiro, cantor
- José Nello Marques, jornalista
- Sérgio Cabral, jornalista
- José Santa Cruz, ator
- Iran Lima, ator
- Osmar Milito, pianista
- Nádia Bambirra, atriz
- Laércio de Freitas, pianista
- Antonio Cicero, poeta
- Dalton Trevisan, escritor
- Antônio Meneses, violoncelista
- Jacqueline Laurence, atriz
- Jandira Martini, atriz
- Paulo César Pereio, ator
- Evandro Teixeira, fotojornalista
- Sérgio Mendes, músico
- Denise Assunção, cantora
- Diana, cantora
- Anderson Leonardo, cantor
- Angel Vianna, bailarina
- Camille K, atriz
- Paulo Giardini, ator
- Flávio Araújo, locutor
- Washington Rodrigues, radialista
- Thommy Schiavo, ator
- Antero Greco, jornalista
- Afonso Monaco, jornalista
- Fritz Escovão, cantor
- Luciene Franco, cantora
- Skowa, cantor
- Regina Vianna, atriz
- João Rebello, ator
- Andreia Fetter, atriz
- Lilian Fernandes, atriz
- Anja Bittencourt, atriz
- Roberto Frota, ator
- Carlota Portela, carnavalesca
- Octávio Florisbal, ex-diretor da TV Globo
- Washington Olivetto, publicitário
- Ziraldo, cartunista
- Silvio Luiz, locutor
- Maguila, pugilista
- Agnaldo Rayol, cantor
- Zagallo, ex-jogador
- Cid Moreira, jornalista

## Ausentes
- Adriana Esteves
- Everaldo Marques
- Tatá Werneck